# 藤岡竜也
藤岡 竜也（ふじおか たつや、2003年3月13日 - ）は、ジャパンラグビーリーグワンの清水建設江東ブルーシャークスに所属するラグビーユニオン選手。

## 略歴
4歳から堺ラグビースクール（大阪府堺市）でラグビーを始める。
堺市立金岡北中学校から浪速高等学校（大阪市住吉区）へ進学。3年時に花園（全国高等学校ラグビーフットボール大会）の大阪府予選でベスト4に入った。
2021年、近畿大学に進み、1年時で関西大学リーグでの出場機会を得た。2年時からは、ほぼ先発13番センターとして出場を続けた。4年時には、大学選手権（全国大学ラグビーフットボール選手権大会）の準々決勝まで進出。
2025年1月27日、ジャパンラグビーリーグワンの清水建設江東ブルーシャークスへの入団を発表した。同年3月、近畿大学卒業。